# 블라디미르 첼로메이

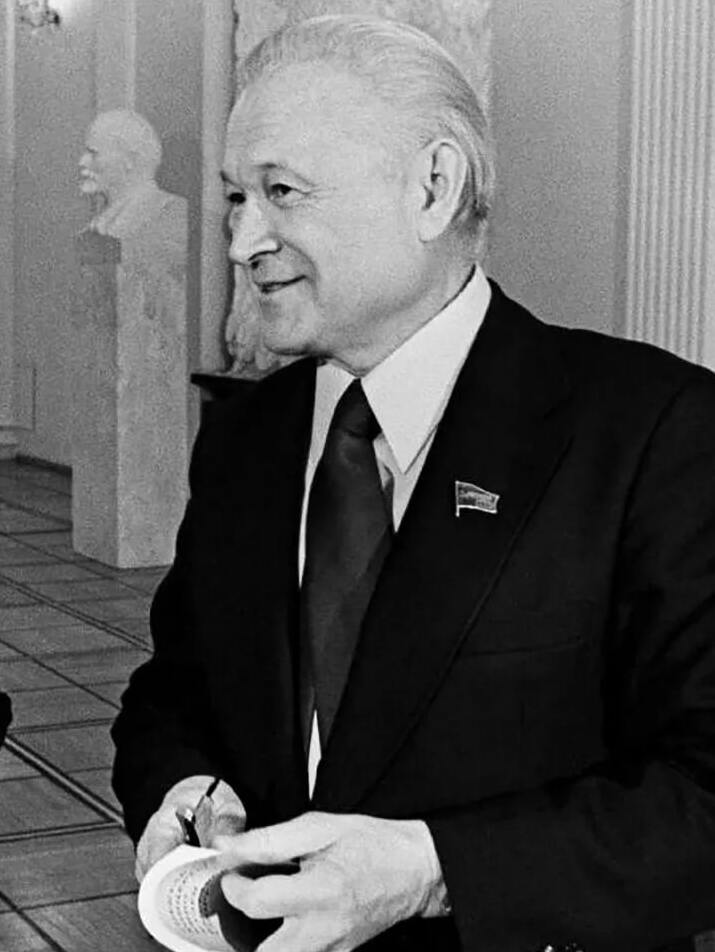
1967

블라디미르 니콜라예비치 첼로메이(러시아어: Владимир Николаевич Челомей, 우크라이나어: Володимир Миколайович Челомей 볼로디미르 미콜라요비치 첼로메이[*], 1914년 6월 30일 ~ 1984년 12월 8일)는 소련의 공학자, 항공 기술자, 유도탄 기술자이다. 소련 최초의 펄스제트 엔진을 발명했으며 세계 최초의 대함 순항 유도탄, UR-100, UR-200, UR-500, UR-700과 대륙간 탄도 유도탄을 개발했다.

## 청년 시절
블라디미르 첼로메이는 러시아 제국의 지배를 받고 있던 루블린현(현재의 폴란드) 시에들체에서 우크라이나계 가문의 아들로 태어났다. 첼로메이의 가족들은 첼로메이가 태어난 지 3개월 만에 폴타바로 피신했는데 당시에는 제1차 세계 대전의 동부 전선이 시에들체와 가까워진 상황이었다.
첼로메이가 12세였을 때 그의 가족들은 키예프로 다시 이주했다. 첼로메이는 1932년에 키예프 공과 대학교에 입학하면서 뛰어난 재능을 가진 학생으로 여겨졌다. 1936년에는 최초의 벡터 해석 책을 출간했고 키예프 대학교에서는 수학 분석, 미분 방정식의 이론, 수리물리학, 탄력성의 이론과 역학에 관한 강의에 참석했다.
첼로메이는 우크라이나 소비에트 사회주의 공화국 과학 아카데미에서 열린 툴리오 레비치비타의 강의에 참석하면서부터 역학과 진동 이론에 관심을 가졌다. 1937년에는 우크라이나 소비에트 사회주의 공화국 과학 아카데미를 졸업한 이후에 그 곳에서 강사로 근무했고 1939년에는 과학 후보자 논문을 발표했다.

## 제2차 세계 대전
1941년에 제2차 세계 대전의 동부 전선에서 전투가 벌어지면서 첼로메이는 1942년부터 소련에서 최초로 진동 비행기 엔진을 발명한 모스크바 바라노프 중앙 항공 자동차 연구소에서 근무했다.
1944년 여름에 나치 독일은 잉글랜드 남부에 V-1 순항 미사일을 사용한 것으로 알려졌다. 첼로메이는 1944년 10월 9일에 소련 국가방위위원회·인민위원회 항공산업부의 지시에 따라 알렉세이 샤후린과 함께 N51 공장의 소장 겸 수석 디자이너로 임명되었고 소련 최초의 순항 미사일을 설계, 제작, 시험하게 된다. 1944년 12월 초반에는 페틀랴코프 Pe-8 항공기와 투폴레프 Tu-2 항공기에서 10Kh 미사일이 발사되었다.

## OK-52와 학업
첼로메이는 10Kh의 성공을 계기로 소련 특수 설계국(OK-52)의 설립을 주도하게 된다. 1955년에는 OK-52의 수석 디자이너로 임명된 이후에 순항 미사일 개발을 계속했다. 첼로메이는 과학 연구를 계속 진행했고 바우만 모스크바 고등 기술 학교에서 박사 학위를 받게 된다. 1951년에는 과학 논문을 발표했고 1952년에는 해당 학교의 교수로 임명되었다.
1958년에는 Ok-52가 다층 대륙간 탄도 유도탄을 구상했다. 비록 그들의 D-200 로켓 디자인이 미하일 얀겔이 제시한 R-36에 밀려 거부당했지만 그들의 D-100 로켓 디자인은 받아들여졌다. 첼로메이가 소속되어 있던 실험설계국(OKB)은 세르게이 아파나시예프 장관이 소속되어 있던 기계 공장의 일부였다.

## 우주선
첼로메이는 1959년에 항공 장비 분야의 수석 디자이너로 임명되었다. OK-52는 대륙간 탄도 유도탄 설계와 함께 우주선 작업을 시작했고 1961년에는 훨씬 강력한 대륙간 탄도 유도탄인 UR-500 설계에 착수했다. 1962년에는 소련 과학 아카데미 위원으로 임명되었다.
첼로메이는 '달 레이스'에서 세르게이 코롤료프의 내부 경쟁자가 되었다. 첼로메이는 달 탐사선에서 소형 2인승 항공기를 발사하는 과정에서 강력한 UR-500을 사용할 것을 주장했고 니키타 흐루쇼프의 가족들을 고용하여 그의 제안을 지지했다. 코롤료프는 UR-500에 극도로 독성이 강한 사산화 이질소, 비대칭디메틸히드라진을 사용하기 때문에 첼로메이의 제안을 적극 반대했다.
흐루쇼프가 사임한 이후에 첼로메이와 코롤료프의 계획은 단일화되었지만 소련의 달 탐사 프로그램은 계속 진행되었다. 프로톤 로켓이라고 알려진 UR-500의 발사는 1965년 초반에 처음 실현되었다. 첼로메이가 기대했던 것처럼 우주 비행사를 달에 보내는 일은 결코 없었지만 프로톤 로켓은 소련 우주 함대의 주요 우주 발사체가 되었고 수년 동안 행성 탐사선, 우주 정거장, 정지 위성 등에 사용되었다.
첼로메이의 OKB는 폴료트와 같은 지구 위성도 설계했다. 이전의 우주 발사체와는 달리 첼로메이가 최초로 설계한 폴료트-1(1963년), 폴료트-2(1964년)는 궤도를 스스로 바꿀 수 있었다. 첼로메이는 양성자 위성의 개발을 주도했다. 첼로메이의 OKB는 1970년대에 실현되지 않은 프로톤 로켓 기반의 20톤 규모의 LKS 우주선을 구상했고 살류트, 미르, 즈베즈다 민간 우주 정거장의 기초가 된 알마스 군사 궤도 정거장인 살류트-2, 살류트-3, 살류트-5를 설계했다. 1980년대에는 제니트-2 발사대를 기반으로 한 15톤 규모의 우라간 우주선을 구상했다.

## 대함 유도탄
첼로메이는 P-80 주브르 대함 유도탄의 설계를 주도했으며 이와 관련된 P-100 오닉스 유도탄 개발에도 참여했다. 1984년 12월 8일에 러시아 모스크바에서 향년 70세를 일기로 사망했다.

## 상훈
- 사회주의 노동영웅 2회 수상 (1959년, 1963년)
- 소련 국가상 3회 수상 (1967년, 1974년, 1982년)
- 레닌상 수상 (1959년)
- 레닌 훈장 4회 수상
- 10월 혁명 훈장 수상

## 같이 보기
- 미하일 얀겔
- 세르게이 코롤료프